# San Luis de Gaceno
San Luis de Gaceno – miasto w Kolumbii, w departamencie Boyacá.